# Hydropneumatické odpružení

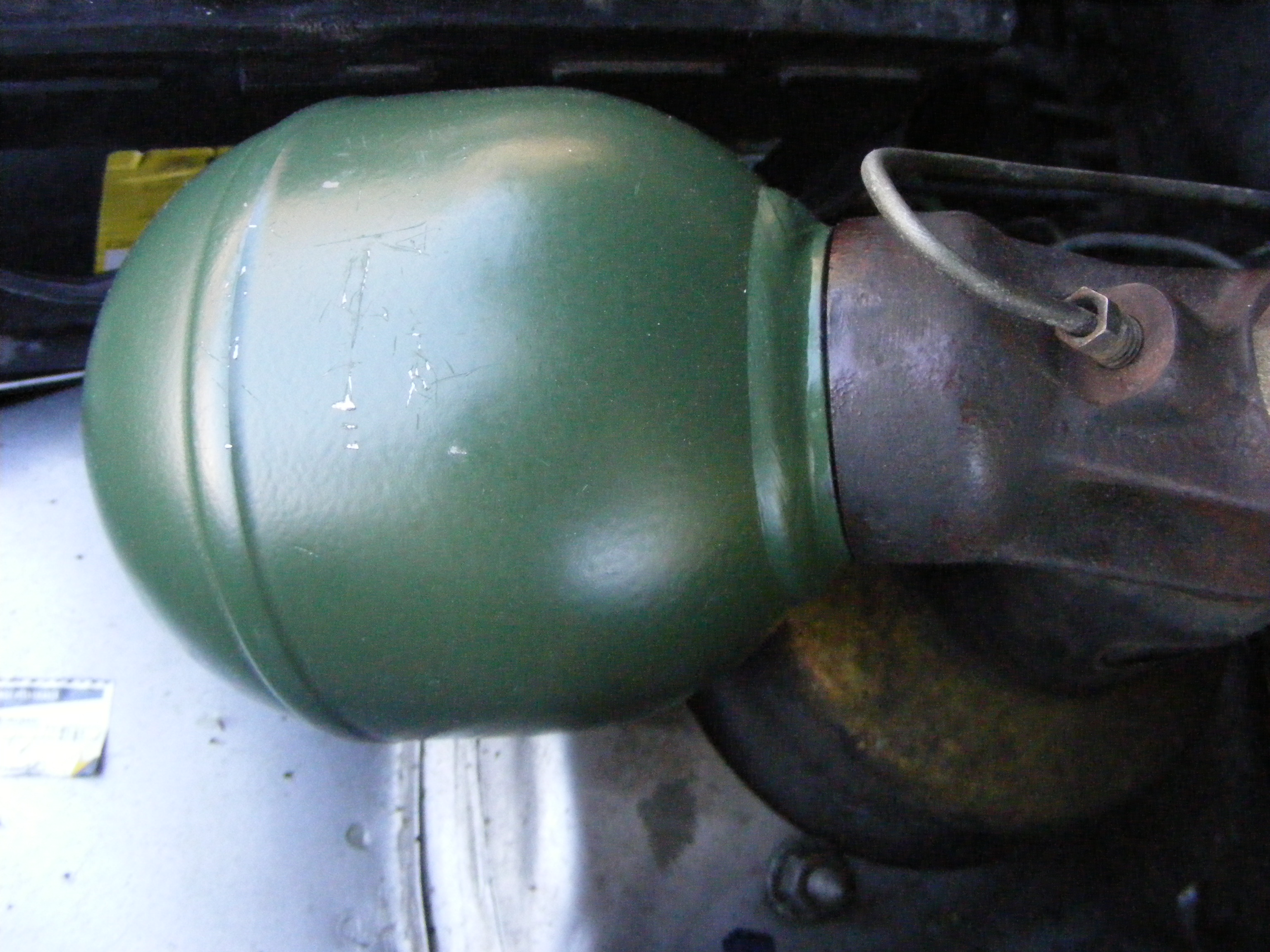
Citroën - hydropneumatický zásobník tlaku, Hydraulická Koule

Hydropneumatika nebo oleopneumatica je nekonvenční systém pérování, který využívá k tlumení vibrací kombinaci hydrauliky (hydraulický olej) a pneumatiky (stlačený plyn). Tento systém se využívá převážně v automobilech značky Citroën.

## Historie

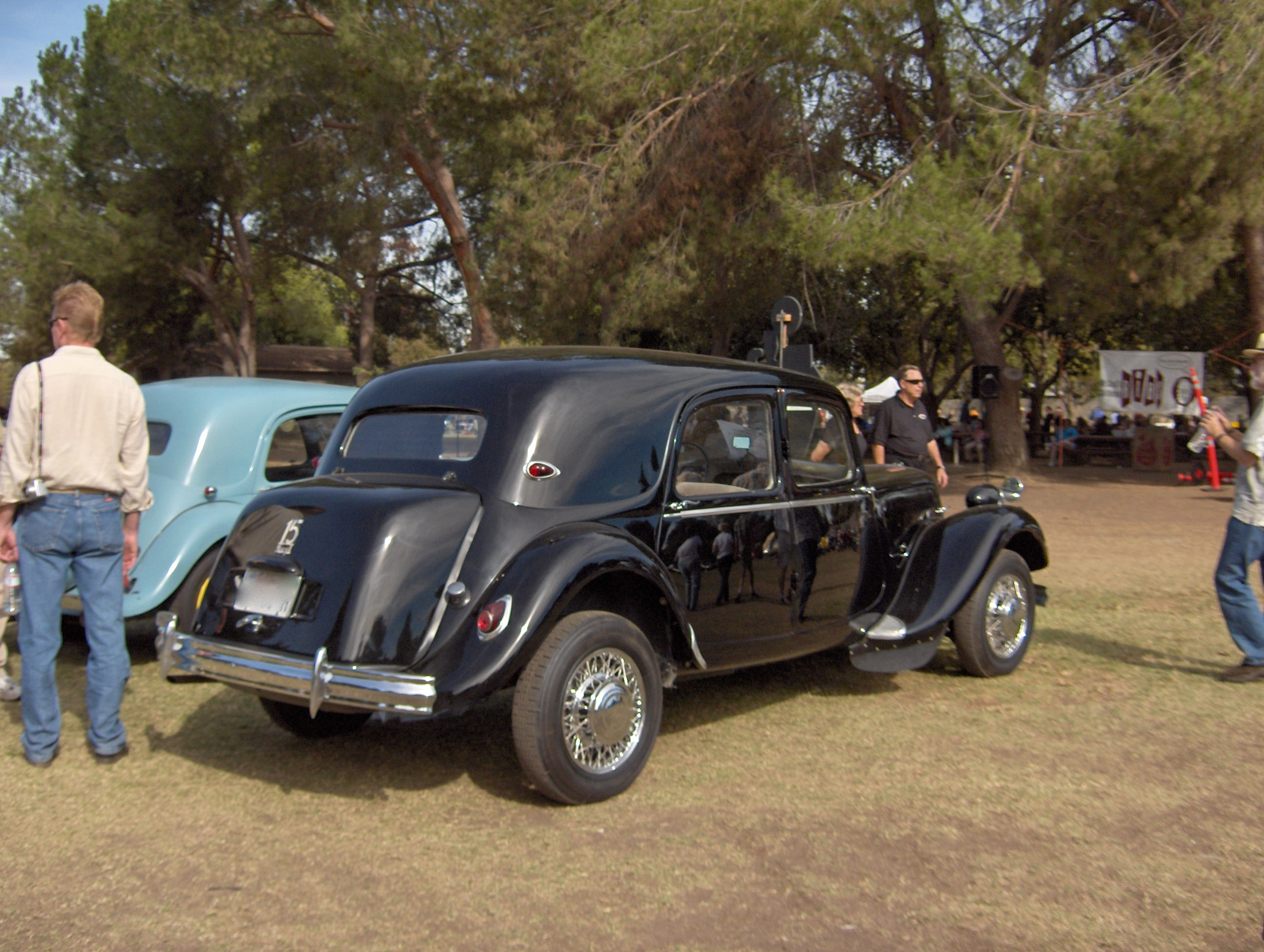
1954 Citroën Traction Avant 15CVH zvednutá poloha

Systém vyvinul francouzský konstruktér, zaměstnanec automobilky Citroën, Paul Mages během druhé světové války. V roce 1954 byl poprvé použit systém hydropneumatického zavěšení na automobilu Citroën Traction Avant v modelu 15CV. Konkrétně na zadní nápravě, měl zajišťovat stabilní světlou výšku nezávisle na hmotnosti nákladu a přitom měl zachovat pohodlné pružení.

## Funkce
Systém využívá hydropneumatické zásobníky (koule), které jsou rozděleny membránou. V první části membrány se nachází plyn, dusík. Do druhé části vstupuje hydraulická kapalina a působí na membránu s plynem. Vibrace jsou přenášeny prostřednictvím hydraulické kapaliny do koule a působí na membránu a plynovou komoru. To nahrazuje funkci pružiny, plyn okamžitě reaguje proti hydraulické kapalině a plynová komora pohlcuje vibrace. Funkci tlumiče nahrazuje kapalina přechodem přes ventil - tlumení vibrací je prováděno prostřednictvím ventilu ve vstupní části koule, vytváří odpor procházející kapalině.
Pohybem membrány nastává v systému potřeba neustálého přebytku a nedostatku kapaliny. Její oběh je zajištěn hydraulickým čerpadlem s pracovním tlakem až 200 bar. Změnou množství kapaliny v systému je možné měnit světlou výšku automobilu, o stabilní výšku se starají výškové korektory. Pracují na jednoduchém principu, kdy při nízké poloze kapalinu vpustí do pružících zásobníků nebo kapalinu vypustí zpět do zásobníku hydraulického oleje.

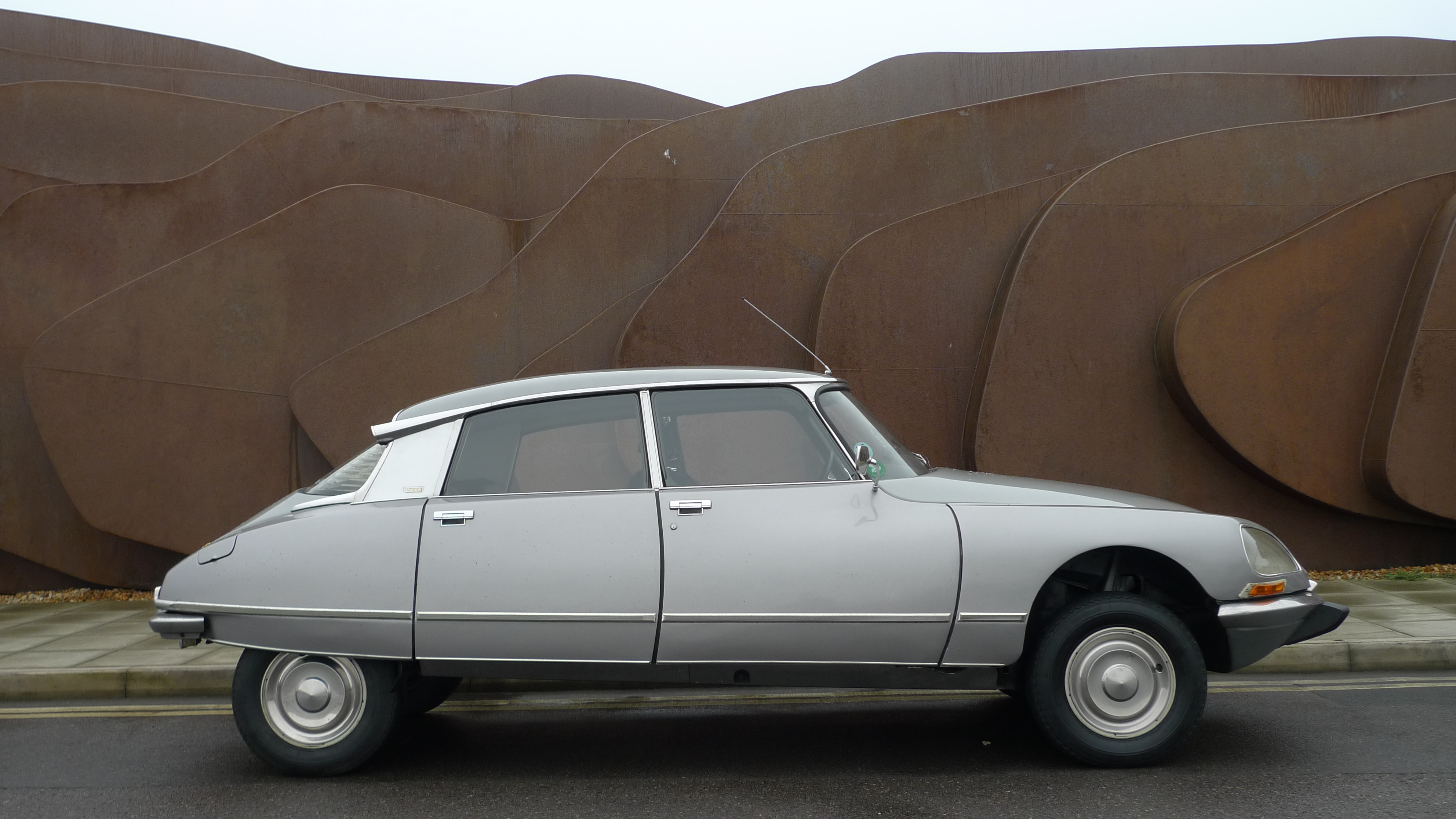
Vysoko
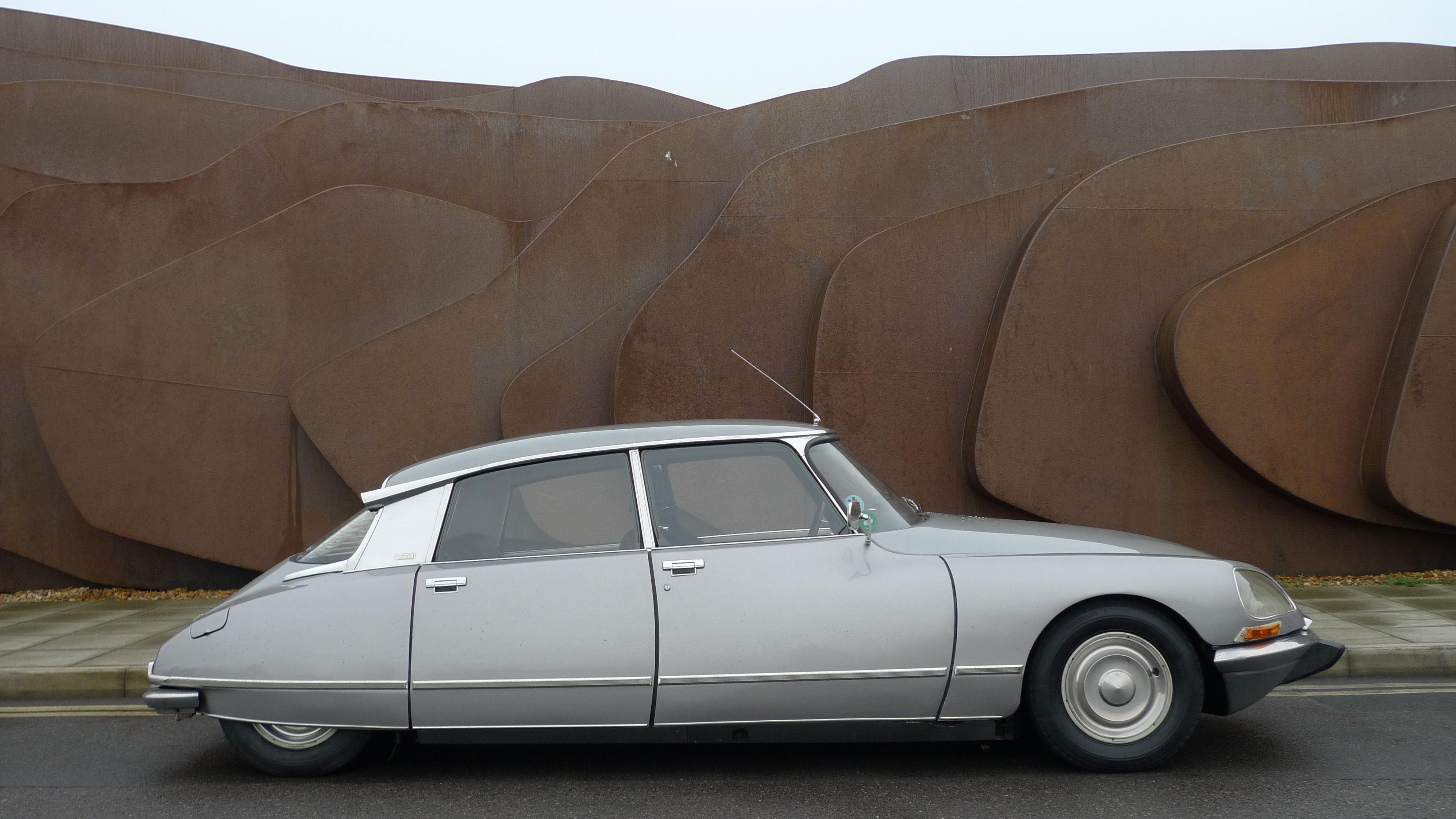
Nízko

## Systémy
- Klasický hydropneumatický systém

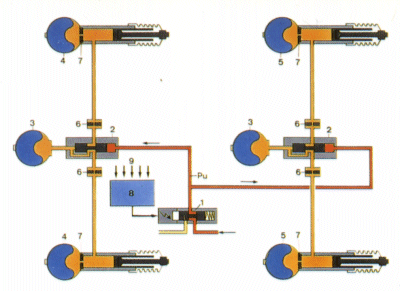
Hydractive system

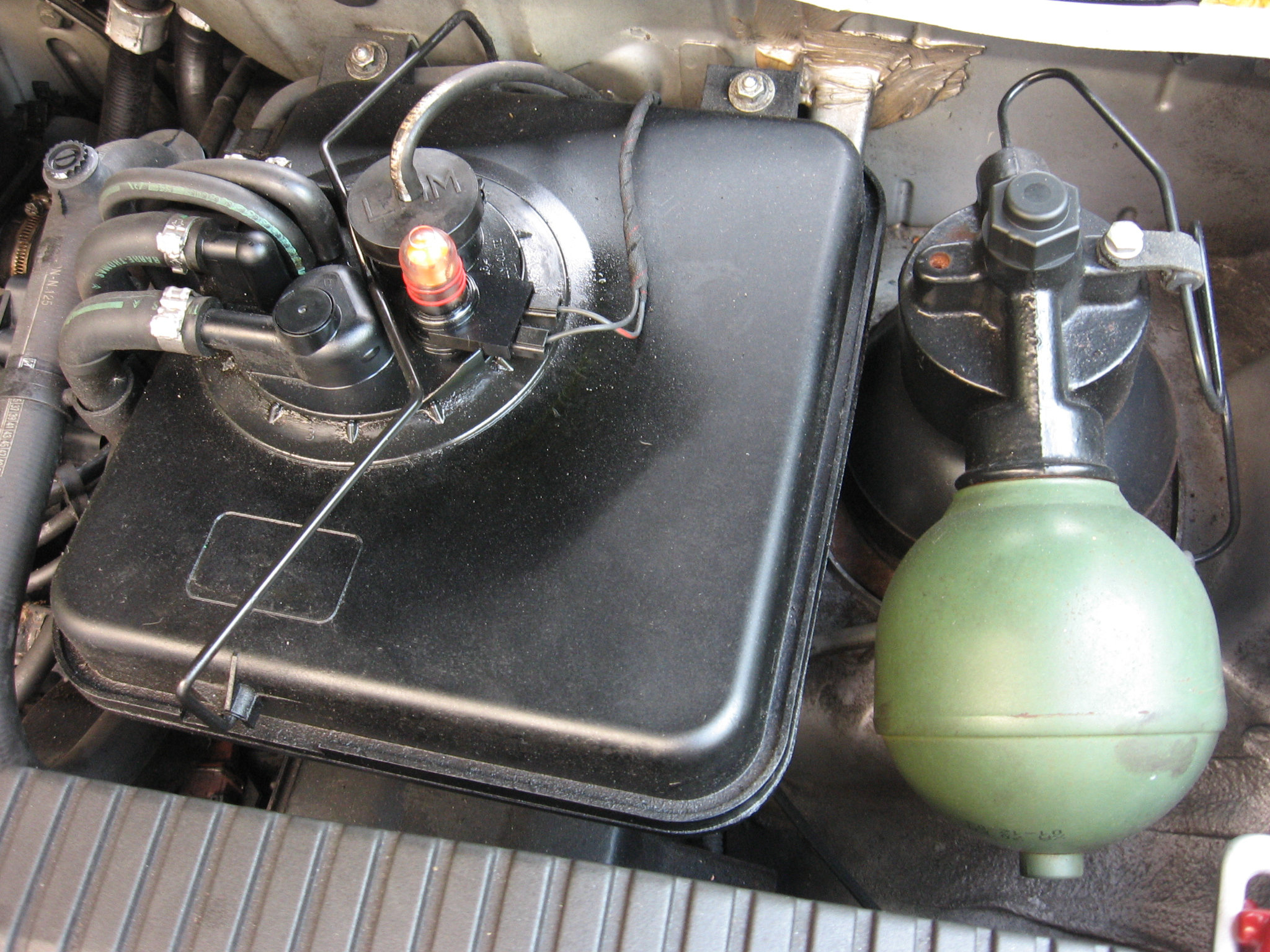
LHM zásobník a koule pérování v Citroënu Xantia

- Používal se až do roku 1999 v různých obměnách s různými vylepšeními. Ve většině případů využívá společnou soustavu pro subkomponenty jako brzdy, posilovač řízení nebo poloautomatické řazení. V 90. letech byly do systému integrovány protipadací zámky a tak už auto při vypnutém motoru neklesalo.
- Hydractive I.

- Vycházel z konceptu Citroën ACTIVA 1988. Byl poprvé použit v modelu XM v roce 1989. Je to první elektronicky řízený variabilní podvozek. Podle informací z cekem 5 snímačů (včetně natočení volantu) elektronická řídící jednotka volila mezi dvěma charakteristikami pérování, komfort a sport. V režimu komfort byl aktivní celý okruh a auto mělo výjimečně měkké pružení. V režimu sport se odpojily dodatečné pružící jednotky, tlumení bylo omezené a tím se zvýšila tuhost podvozku.
- Hydractive II.

- Byl použit v II generací Citroënu XM a Xantia. Fungoval podobně jako předchozí systém, ale měl mnoho vylepšení. Zatímco u H1 znamenalo přepnutí do režimu sport trvale tuhé nastavení podvozku a přídavné pružící jednotky byly natvrdo odpojeny, od systému u H2 v režimu sport nedocházelo k odpojení středových koulí a tím pádem oba zvolené režimy byly řízeny počítačem. Rozdíl byl v tom, že nastavení podvozku v režimu sport reagovalo citlivěji na podněty snímačů a vůz se tak častěji přepínal do tužšího odpružení. Ve středovém ventilu přibyl malý píst (respektive kuličkový ventil), který výrazně omezoval proudění hydraulické kapaliny mezi protilehlými nápravami, takže např. při zátáčení bylo značně omezeno naklánění vozidla. Hydractive 2 také řešil do značné míry problémy s elektrickou instalací a vadnými konektory odpružení, které způsobovalo, že vůz byl stále ve tvrdém režimu.
- ACTIVA

- Systém Hydractive byl doplněn o dvě protilehlé pístnice, jednu na přední a jednu na zadní nápravě a dvě pružící jednotky, které zajišťovaly, že auto působilo na náklon stejné protisíly, tzn. mělo zcela minimální náklony. Stabilitou se tak Xantia řadila k supersportovním vozům. Systém využíval 10 hydropneumatických zásobníků a ačkoli nebyl dražší na údržbu než standardní provedení s hydractive, časem docházelo k prosakování těchto náklon vyrovnávajících pístnic, což některé zákazníky odrazovalo (je nutno podotknout že jejich oprava vůbec nebyla složitá). Zákazníci Citroënu ale zřejmě mnohem více preferovali komfort než chování formule 1 a tento fakt spolu s vyššími výrobními náklady vedl k jeho ukončení a v modelu C5 už nebyl systém SC.CAR použit.
- Hydractive III.

- Byl použit v Citroënu C5, oproti předchozím verzím výrazně zjednodušený. Zatímco Hydractive 1 a Hydractive 2 integrovalo do systému také posilovač řízení a hydraulické brzdy, u Hydractive 3 byly tyto podsystémy vypuštěny a zůstala jen funkce odpružení (nicméně standardní posilovač řízení využívá tutéž kapalinu jako odpružení). Hydractive 3 má zcela samostatné elektrické čerpadlo, které je poháněno z 12V elektrické sítě a tudíž nevyžaduje na rozdíl od starších systémů běžící motor. Tento fakt spolu s použitím zcela nově vyvinuté plně syntetické kapaliny LDS vedl k mnohem vyšší spolehlivosti systému a prodlouženému servisnímu intervalu až 10 let nebo do ujetí 200 000 km (podle toho co nastalo dříve)
- Systém využívá snímače jako při Hydractive II. Oproti modelu II má řadu vylepšení například
Elektronicky reguluje tuhost a výšku podvozku na základě rychlosti, hmotnosti a náklonu vozidla
Vyhodnocuje styl jízdy řidiče a podle toho uzamyká režimy tuhosti
Při rychlosti nad 110 km/h sníží výšku vozidla pro zlepšení aerodynamiky a zlepšení spotřeby
Při rychlosti pod 75 km/h a nerovnostech automaticky zvýší podvozek pro zachování komfortu posádky
- Hydractive III +

- Byl použit v Citroënu C5 a C6 (pouze s motorizací 2.2 HDi bi-turbo). Oproti systému Hydractive III měl k dispozici další dvě koule, které připojoval podle režimu comfort, sport. Dosahoval tím větší komfort a více charakteristik jako klasický H III .
- Hydractive III + AMVAR

- Byl použit pouze v Citroënu C6 (pouze u V6 motorizací). Systém používá stejný počet koulí jako Hydractive III +, ale do hydraulického okruhu přibyly další 4 elektronicky řízené tlumiče s variabilním průtokem (pro každé kolo jeden) a každé kolo má vlastní snímač zdvihu.Tyto tlumiče jsou řízené zcela samostatným počítačem (jiným než Hydractive) a pracují ve dvou režimech, "skyhook" a "roadhook" podle stylu jízdy řidiče. Systém AMVAR omezuje průtok hydraulického oleje a tím mění tlumení každého kola, což dokáže v reálném čase (7 milisekund). Citroën C6 tak má pro každé kolo nezávisle až 16 různých charakteristik tuhosti a dokáže je měnit až 400× za sekundu. Další výhodou AMVAR systému je, že v okamžiku, kdy přední kola přijdou do kontaktu s nějakou nerovností, systém dokáže přesně spočítat podle rychlosti vozidla, ve kterém okamžiku přijdou zadní kola vozu do kontaktu s onou nerovností a odpružení už předem nastaví potřebnou charakteristiku, takže zajistí optimální chování vozu za jakýchkoliv okolností.

## Použití

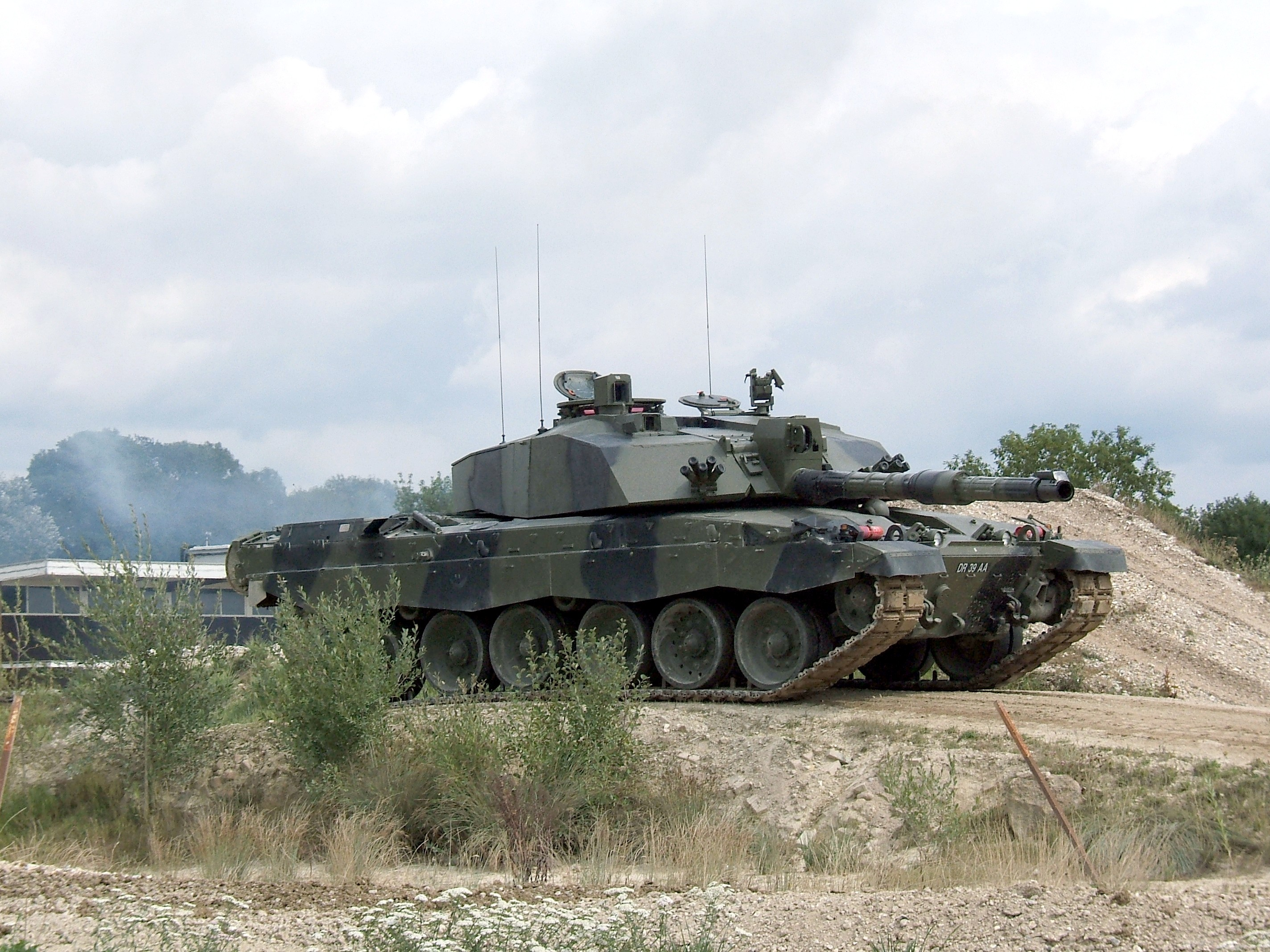
Challenger 2, tank britské armády, používá hydropneumatický systém pro lepší komfort posádky a zvýšení přesnosti střelby

Systém je patentovaný automobilkou Citroën. Licenčně však byl použit v široké škále techniky nejen v oblasti automobilismu.
V licenci se používal v automobilech
- Audi A8 D11 (Audi V8 Quattro), D2 (Audi A8), Typ 44 a C4
- BMW řady 7 E32 – 735 iL, 740iL a 750IL
- BMW řady 5 (E34) – Touring 525i a 530i
- BMW řady 7 (E38) – 740 iL a 750IL
- Rolls-Royce Silver Shadow
- Bentley T1 / T2
- Mercedes-Benz 450S 6.9
- Mercedes-Benz W 116 – 1975 do 1980
- Mercedes-Benz W 126 – 1979 do 1991
- Maserati Quattroporte II.
- Porsche 911L
- Berliet nákladní vojenská vozidla
- Peugeot 405 4x4 (pouze pro zadní nápravu)

Automobily Citroën:
- Traction Avant 15CV poslední rok výroby (pouze pro zadní nápravu)
- Type H pouze v sanitních verzích (pouze pro zadní nápravu)
- DS / ID
- SM
- Belphégor (pouze pro brzdový systém)
- Karin
- M35
- GS / GSA
- CX
- BX
- XM – Hydractive I. a Hydractive II.
- Xantia – Hydractive II., Activa SC, klasická hydropneumatika
- C5 – Hydractive III. a Hydractive III +
- C6 – Hydractive III + (Model 2.2 HDi), Hydractive III + s AMVAR

Jiná technika
- VAB (vojenské vozidlo francouzské armády)
- Challenger 2 (střední tank anglické armády)
- JCB Fastrac (traktor, bagr)

A jiné ..

## Hydraulický olej
- Původní hydropneumatika používala minerální olej červený LHS a později modrý LHS2
- Od modelu BX, CX zelený minerální olej LHM, který je záměnný s novějším LHM PLUS
- Od Hydractive III. se používal plně syntetický olej LDS.

## Výhody
- Komfort je nepoměrně lepší než při konvenčním zavěšení, konvenční zavěšení musí volit kompromisy mezi tuhostí a komfortem, také musí brát ohled na hmotnost vozidla a jeho světlou výšku, v případě hydropneumatiky jsou tyto protiklady odstraněny a je tak možné mít měkké pružení, stabilní světlou výšku a stabilitu vozidla.

- Vozidla využívají až do Hydractive III. propojenou brzdovou soustavu – brzdy tak nepotřebují posilovač řízení a vakuovou pumpu, jednoduše se propouští brzdovým válcem tlak z pružení do brzd, které tak namísto 80 bar pracují s tlakem přibližně 170 bar. Brzdový válec má také krátký chod oproti obyčejným brzdám pouze přibližně 2 cm.

- Komponenty náprav jako čepy, tyčky stabilizátoru, ložiska mají větší výdrž, neboť nedostávají rázy jako při konvenčním vypružení, vydrží tak nepoměrně déle.

- Nezávisle na zatížení automobilu (naložený kufr a počet osob) se udržuje světlá výška ve zvolené poloze, též se stabilní charakteristikou pružení (podvozek po naložení neztvrdne).

- Světlou výšku lze ručně změnit v případě potřeby a přejít tak konkrétními překážkami.

- Automobil je účinněji tlumený jako vzduchové pérování a tím i stabilnější, při náběhu do jámy nevzniká jev akce a reakce, (auto není vymrštěno do vzduchu při nerovnosti).

- Díky automatickému udržování světlé výšky je možné jezdit bez jednoho kola, tato skutečnost byla zjištěna při atentátu na francouzského prezidenta Charlese de Gaulla v Citroënu DS. Od té doby byl prezidentskou limuzínou vždy Citroën až do nástupu Hollanda.

- V případě děravé pneumatiky je možné autem pokračovat dále, v mnoha případech řidič ani nezaznamená defekt.

- Provozuschopnost systému je oproti konvenčním pružinám a tlumičům jednodušší, hydropneumatická koule může být vyměněna za pár minut.

## Nevýhody
- Automobil vyžaduje výměnu zásobníků, vyčištění sacích sítek a výměnu kapaliny, v případě klasické hydropneumatiky je to doporučený interval 4 roky nebo 60 000 km. V případě Hydractive III a novější je to 10 let nebo 200 000 km. V případě, že je systém zanedbaný, stává se nefunkčním včetně subsystémů jako brzdy a posilovač řízení.

- Hydropneumatický systém může být finančně i časově náročný na opravu v případě dlouhodobého zanedbání.

- U mnoha starších automobilů je systém zanedbaný a to rapidně snižuje cenu automobilu.

- Do roku 1990 byla ochrana hydraulického vedení jen zinkováním, systém byl tak často označován za poruchový kvůli korozi a následným perforacím vedení.

- V případě klasické hydropneumatiky se v případě poruchy hydraulické soustavy nebo nefunkčnosti motoru znemožňovalo pružení, udržování světlé výšky i sub jako brzdy, posilovač řízení.

- U systémů Hydractive I. a II. přibyly možnosti závad elektronických částí a špatného volení režimů pérování, případně uzamčení tuhého režimu.